# Constantino Duarte
Constantino Duarte fue un político peruano. 
En 1872 fue elegido diputado por la entonces provincia moqueguana de Tarapacá. Tras la creación del departamento de Tarapacá, fue elegido nuevmente diputado por esa provincia en 1876 junto con Guillermo Billinghurst durante el gobierno de Mariano Ignacio Prado.